# N494 (België)
De N494 is een gewestweg in België tussen Petegem-aan-de-Leie (N35) en Tiegem (N36).
De weg heeft een lengte van ongeveer 21 kilometer.
De weg bestaat grotendeels uit twee rijstroken in beide rijrichtingen samen. Bij het viaduct over de A14 E17 bestaat de weg uit 2x2 rijstroken.

## Plaatsen langs de N494
- Petegem-aan-de-Leie
- Kruishoutem
- Nokere
- Wortegem
- Anzegem
- Tiegem